# 이채은 (2004년)
이채은(2004년 8월 13일 ~ )은 대한민국의 배우이다.

## 출연 작품

### 영화
- 《조선명탐정: 각시투구꽃의 비밀》 (2011) - 어린 노비 역
- 《구하라!》 (2013) - 민주 역
- 《피끓는 청춘》 (2014) - 박영숙 역
- 《조선명탐정: 사라진 놉의 딸》 (2015) - 다해 역
- 《덕혜옹주》 (2016) - 정혜 역
- 《장산범》 (2017) - 효정 역
- 《강철비》 (2017) - 곽세림 역
- 《순이》 (2018) - 순이 역
- 《지팡이소녀》 (2018, 단편) - 민서 역

### 텔레비전 드라마
- 《아빠 셋 엄마 하나》 (2008) - 나영의 구 역
- 《괜찮아, 사랑이야》 (2014) - 어린 지윤수 역 (최문경 아역)
- 《대군 - 사랑을 그리다》 (2018)
- 《오! 삼광빌라!》 (2020) - 어린 김정원 역 (황신혜 아역)

### 웹 드라마
- 《백프로시대》 (2020) - 임유리 역
- 《지금 우리 학교는》 (2022) - 박희수 역
- 《퍼스트 러브》 (2025) - 이나 역